# 什克洛河
什克洛河（羅馬化：Shklo）是東歐的河流，流經烏克蘭和波蘭，屬於桑河的支流，河道全長76公里，流域面積863平方公里，發源自新亞沃里夫西克北部，河口處在拉迪姆諾以北。